# Sâncraiu de Mureș
Sâncraiu de Mureș (Marosszentkirály en hongrois) est une commune roumaine du județ de Mureș, dans la région historique de Transylvanie et dans la région de développement du Centre.

## Géographie
La commune de Sâncraiu de Mureș est située dans le centre du județ, sur la rive gauche du Mureș, dans les collines de Mădărăș. La commune se trouve à 5 km à l'ouest de Târgu Mureș, le chef-lieu du județ et elle fait partie de son agglomération.
La municipalité est composée des deux villages suivants (population en 2002) :
- Nazna (2 035) ;
- Sâncraiu de Mureș (4 235), siège de la municipalité.

## Histoire
La première mention écrite du village date de 1332 sous le nom latin de Sancto Rege.
La commune de Sâncraiu de Mureș a appartenu au royaume de Hongrie, puis à l'empire d'Autriche et à l'Empire austro-hongrois.
En 1876, lors de la réorganisation administrative de la Transylvanie, elle a été rattachée au comitat de Maros-Torda.
La commune de Sâncraiu de Mureș a rejoint la Roumanie en 1920, au Traité de Trianon, lors de la désagrégation de l'Autriche-Hongrie. Après le deuxième arbitrage de Vienne, elle a été occupée par la Hongrie de 1940 à 1944, période durant laquelle sa petite communauté juive fut exterminée par les nazis. Elle est redevenue roumaine en 1945.

## Politique
Le conseil municipal de Sâncraiu de Mureș compte 15 sièges de conseillers municipaux. À l'issue des élections municipales de juin 2008, Remus Sângeorzan (PSD) a été élu maire de la commune.
| Parti                                      | Nombre de conseillers |
| ------------------------------------------ | --------------------- |
| Union démocrate magyare de Roumanie (UDMR) | 5                     |
| Parti social-démocrate (PSD)               | 3                     |
| Parti national libéral (PNL)               | 3                     |
| Parti démocrate-libéral (PD-L)             | 2                     |
| Parti de la Grande Roumanie (PRM)          | 1                     |
| Candidat indépendant                       | 1                     |

## Religions
En 2002, la composition religieuse de la commune était la suivante :
- Chrétiens orthodoxes, 56,70 % ;
- Réformés, 26,21 % ;
- Adventistes du septième jour, 5,74 % ;
- Catholiques romains, 5,47 % ;
- Pentecôtistes, 2,04 % ;
- Catholiques grecs, 1,21 % ;
- Unitariens, 0,63 %.

## Démographie
En 1910, la commune comptait 1 366 Roumains (61,95 %) et 834 Hongrois (37,82 %).
En 1930, on recensait 1 748 Roumains (63,40 %), 785 Hongrois (28,47 %), 16 Juifs (0,58 %) et 205 Tsiganes (7,44 %).
En 2002, 3 847 Roumains (61,37 %) côtoient 2 078 Hongrois (33,15 %) et 334 Tsiganes (5,32 %). On comptait à cette date 3 174 ménages et 2 469 logements.
| 1850  | 1880  | 1900  | 1910  | 1930  | 1956  | 1977  | 1992  | 2002  |
| ----- | ----- | ----- | ----- | ----- | ----- | ----- | ----- | ----- |
| 1 682 | 1 473 | 1 988 | 2 205 | 2 757 | 2 932 | 7 139 | 6 127 | 6 268 |

| 2007  | - | - | - | - | - | - | - | - |
| ----- | - | - | - | - | - | - | - | - |
| 6 861 | - | - | - | - | - | - | - | - |

## Économie
L'économie de la commune repose sur les activités industrielles (textiles, matériaux de construction, fabrication de peintures, d'adhésifs et de polyesters) et commerciales.

## Communications

### Routes
La commune se trouve sur la route régionale Târgu Mureș-Șăulia.

## Lieux et monuments
- Sâncraiu de Mureș, église catholique du XIVe siècle.

- Sâncraiu de Mureș, église réformée du XIIe siècle.